# Fouquereuil
Fouquereuil és un municipi francès situat al departament del Pas de Calais i a la regió dels Alts de França. L'any 2007 tenia 1.164 habitants.

## Demografia

### Població
El 2007 la població de fet de Fouquereuil era de 1.164 persones. Hi havia 439 famílies de les quals 114 eren unipersonals (42 homes vivint sols i 72 dones vivint soles), 148 parelles sense fills, 156 parelles amb fills i 21 famílies monoparentals amb fills.
La població ha evolucionat segons el següent gràfic:
Habitants censats

### Habitatges
El 2007 hi havia 485 habitatges, 459 eren l'habitatge principal de la família i 26 estaven desocupats. 475 eren cases i 11 eren apartaments. Dels 459 habitatges principals, 384 estaven ocupats pels seus propietaris, 65 estaven llogats i ocupats pels llogaters i 10 estaven cedits a títol gratuït; 1 tenia una cambra, 17 en tenien dues, 48 en tenien tres, 97 en tenien quatre i 297 en tenien cinc o més. 378 habitatges disposaven pel capbaix d'una plaça de pàrquing. A 212 habitatges hi havia un automòbil i a 176 n'hi havia dos o més.

### Piràmide de població
La piràmide de població per edats i sexe el 2009 era:
| Homes | Edats   | Dones |
| ----- | ------- | ----- |
| 0     | 95 o +  | 0     |
| 0     | 90 a 94 | 7     |
| 5     | 85 a 89 | 7     |
| 6     | 80 a 84 | 8     |
| 10    | 75 a 79 | 23    |
| 26    | 70 a 74 | 24    |
| 31    | 65 a 69 | 49    |
| 24    | 60 a 64 | 32    |
| 23    | 55 a 59 | 17    |
| 40    | 50 a 54 | 34    |
| 58    | 45 a 49 | 50    |
| 39    | 40 a 44 | 35    |
| 17    | 35 a 39 | 28    |
| 25    | 30 a 34 | 35    |
| 43    | 25 a 29 | 37    |
| 30    | 20 a 24 | 28    |
| 31    | 15 a 19 | 38    |
| 35    | 10 a 14 | 22    |
| 20    | 5 a 9   | 26    |
| 33    | 0 a 4   | 40    |

## Economia
El 2007 la població en edat de treballar era de 740 persones, 507 eren actives i 233 eren inactives. De les 507 persones actives 442 estaven ocupades (249 homes i 193 dones) i 64 estaven aturades (39 homes i 25 dones). De les 233 persones inactives 61 estaven jubilades, 70 estaven estudiant i 102 estaven classificades com a «altres inactius».

### Ingressos
El 2009 a Fouquereuil hi havia 485 unitats fiscals que integraven 1.249 persones, la mediana anual d'ingressos fiscals per persona era de 16.761 €.

### Activitats econòmiques
Dels 22 establiments que hi havia el 2007, 2 eren d'empreses extractives, 1 d'una empresa alimentària, 6 d'empreses de construcció, 4 d'empreses de comerç i reparació d'automòbils, 1 d'una empresa d'hostatgeria i restauració, 2 d'empreses de serveis, 2 d'entitats de l'administració pública i 4 d'empreses classificades com a «altres activitats de serveis».
Dels 9 establiments de servei als particulars que hi havia el 2009, 2 eren paletes, 1 fusteria, 1 lampisteria, 2 electricistes, 2 perruqueries i 1 saló de bellesa.
Dels 2 establiments comercials que hi havia el 2009, 1 era una botiga de menys de 120 m² i 1 una joieria.

## Equipaments sanitaris i escolars
L'únic equipament sanitari que hi havia el 2009 era una farmàcia.
El 2009 hi havia 1 escola maternal i 1 escola elemental.

## Poblacions més properes
El següent diagrama mostra les poblacions més properes.